# Arteria pudenda interna
L'arteria pudenda interna è un ramo collaterale dell'arteria iliaca interna, che vascolarizza i genitali esterni. Ha diametro maggiore nel maschio.

## Topografia
L'arteria scende lateralmente fino al grande foro ischiatico, anteriormente al plesso sacrale che la separa dal sottostante muscolo piriforme.
Impegna il grande foro ischiatico e si porta nella regione glutea.
Costeggia la superficie esterna della spina ischiatica, coperta dal muscolo grande gluteo, si porta in avanti per raggiungere poi il perineo, impegnando il piccolo foro ischiatico (passando attraverso il canale di Alcock).
Segue la tuberosità ischiatica accolta in uno sdoppiamento della fascia otturatoria, decorrendo medialmente al muscolo otturatorio interno lungo la parete laterale della fossa ischiorettale.
Costeggia il ramo ischiopubico e termina dietro al legamento arcuato del pube.

## Rami collaterali
La pudenda interna fornisce dei rami comuni sia nel maschio che nella femmina, mentre altri sono legati al sesso:
- rami muscolari
- arterie rettali inferiori
- arteria perineale
- arteria uretrale
- arteria del pene, nel maschio
- arteria del clitoride, nella femmina